# Рев'ячка
Рев'ячка (біл. вёска Равячка) — село в складі Мядельського району Мінської області, Білорусь. Село підпорядковане Будславській сільській раді, розташоване в північній частині області.